# Ascochyta dipsaci
Ascochyta dipsaci är en svampart som beskrevs av Bubák 1909. Ascochyta dipsaci ingår i släktet Ascochyta, ordningen Pleosporales, klassen Dothideomycetes, divisionen sporsäcksvampar och riket svampar.   Inga underarter finns listade i Catalogue of Life.